# Cueva de la Nieve
La cueva de la nieve (del abjasio: Ҳаҧкылҵәа) está localizada en el Cáucaso Occidental, en Abjasia, Georgia. Es la cuarta cueva más profunda del mundo, y el sistema de cuevas más complejo de la antigua Unión Soviética, aparte de ser el más complejo sistema sin sifones del mundo. Se localiza en una de las estribaciones de los montes de Bzib en un estrechamiento de las calizas jurásicas.

## Descripción
La cueva tiene una profundidad de -1753 metros, con un total de 23 kilómetros de galerías. En la sala mayoer, el glaciar subterráneo más grande del mundo, con formación de conos de nieve y hielo de más de 50 metros de altura. En la parte inferior se encuentra la "Sala X", la sala subterránea más grande de Abjasia. El tamaño es de 270 metros por 70 metros, con 50 metros de altura. Tiene tres cataratas: "Irtkusk" (Иркутский) con dos tramos de 45 metros, "Olímpica" (Олимпийский) y "Record" (Рекордный) de 30 metros cada una. Un gigantesco bloque cierra la parte inferior llamado "Metrostoya" (Метростроя). Gran parte de la ruta pasa por un río subterráneo de más de 7 kilómetros, con un caudal de 50 litros por segundo en el nivel más bajo, subiendo hasta 200 litros por segundo en su nivel más alto. La galería "Diamante" (Алмазная), alcanza por un lado los 750 metros de profundidad, con una elongación de 100 metros cubierto con gran cantidad de cristales de yeso. El pasadiso "floreado" (Цветочный ход) es un pasadizo en el bloque de obstrucción, cubierto con cristales blancos de hidromagnesita.

## Historia de la exploración
La cueva se abrió e investigó hasta los 720 metros por el MGU de espeleología dirigido por M. Zverev (М. Зверев) en 1971 y 1972. El grupo continuó la exploración hasta los 1335 metros entre 1977 y 1981, dirigidos por A. Morozov, S. Usikov y T. Nemchenko (А. Морозов, Д. Усиков, Т. Немченко). La expedición SK MGU (СК МГУ), de A. Morozov y los hermanos V. y O. Demchenko), en 1982-1982 descubrieron la conexión con la cueva "Mezhennovo" (Меженного - "Aguas bajas"). En total, la profundidad del sistema explorado alcanzó los -1370 metros.
Entre 2005 y 2007, como resultado de tres expediciones, se conectó con la cueva "Ilusión" (Иллюзия - Illiuzia), dirigidos por A. Shelepin (А. Шелепин). El total del sistema explorado alcanzó la profundidad de 1753 metros.

## Localización geográfica
Hay tres entradas, que se encuentran a 1970, 2015 y 2390 metros sobre el nivel del mar. Desde las mismas se tiene una excelente panorámica de la costa del mar Negro desde Novi Afon hasta el cabo de Pitsunda.
Para llegar a la cueva, hace falta ascender 15 kilómetros desde el pueblo de Duripsh (Дурипш). Gran parte del camino discurre a lo largo de un bosque costero centenario.